# Xerus princeps
Xerus princeps е вид бозайник от семейство Катерицови (Sciuridae).

## Разпространение
Видът е разпространен в Ангола и Намибия.